# Thanapati
Thanapati (en népalais : थानापाटी) est un comité de développement villageois du Népal situé dans le district de Nuwakot. Au recensement de 2011, il comptait 2 831 habitants.